# Injustiça epistêmica
A injustiça epistêmica é uma injustiça relacionada ao conhecimento. Inclui ações sistêmicas de exclusão e silenciamento; distorção sistemática ou deturpação dos significados e contribuições de determinadas pessoas; desvalorização do próprio status ou posição nas práticas comunicativas; distinções injustas de autoridade; e desconfiança injustificada. O termo foi cunhado pela filósofa britânica Miranda Fricker e, segundo ela, existem dois tipos de injustiça epistêmica: a injustiça testemunhal e a injustiça hermenêutica.
Conceitos relacionados incluem opressão ou violência epistêmica. Em artigo de 2014, Vivian May identificou antecipações dessas teorias no pensamento de Anna Julia Cooper, que observou em 1892 que as mulheres negras eram uma " cadenza incompreendida", uma "estirpe abafada" por outras vozes. O ensaio de Gayatri Chakravorty Spivak "Pode o Subalterno Falar?" (1988) é uma contribuição inicial para a literatura sobre o assunto.

## Injustiça testemunhal
A injustiça epistêmica testemunhal configura-se por ações discriminatórias sobre a palavra de alguém. Uma injustiça desse tipo pode ocorrer quando alguém é ignorado ou não levado em consideração por causa de seu gênero, sexualidade, raça ou etnia, deficiência ou, de forma mais ampla, por causa de sua identidade. Fricker dá o exemplo do londrino Duwayne Brooks, que viu seu amigo Stephen Lawrence assassinado.  Os policiais que chegaram ao local olharam para Brooks com suspeita. De acordo com um inquérito oficial, "os oficiais não conseguiram se concentrar no Sr. Brooks e acompanhar energicamente as informações que ele lhes deu. Ninguém sugeriu que ele deveria ser usado em buscas na área, embora ele soubesse onde os assaltantes foram vistos pela última vez. Ninguém parece ter tentado acalmá-lo ou aceitar que o que ele disse era verdade." Ou seja, os policiais não viram Brooks como uma testemunha confiável, presumivelmente em parte devido ao preconceito racial. Este foi, diz Fricker, um caso de injustiça testemunhal, que ocorre quando "o preconceito faz com que um ouvinte dê um nível de credibilidade deflacionado à palavra de um orador".

## Injustiça hermenêutica
A injustiça epistêmica hermenêutica  é a injustiça relacionada à forma como as pessoas interpretam suas vidas. Fricker utiliza o exemplo da criação e utilização da expressão assédio sexual para explicar essa injustiça. Por exemplo, foi apenas na década de 1970 que o termo foi introduzido na língua inglesa para descrever algo que muitas pessoas, especialmente mulheres, vivenciavam há muito tempo. Na década de 1960, antes do termo ser introduzido, ao sofrer assédio sexual uma mulher teria dificuldade em colocar sua experiência em palavras. De acordo com Fricker, a dificuldade enfrentada não é por acaso. Isso se deve à exclusão das mulheres da participação plena na formação da língua inglesa. Na década de 1980, depois que o termo foi introduzido, uma mulher nesta situação teria condições de entender melhor o que aconteceu com ela. No entanto, ela poderia ainda ter dificuldade em explicar essa experiência para outra pessoa, porque o conceito de assédio sexual ainda não é bem conhecido. Novamente, a dificuldade enfretada não é por acaso, de acordo com Fricker. Isso se deve à exclusão das mulheres da participação igualitária no jornalismo, ciência, academia, direito e outras instituições que regulam e guiam as vidas humanas. Fricker argumenta que a vida de algumas mulheres é menos inteligível – para elas mesmas e/ou para os outros – porque as mulheres historicamente têm exercido menos poder para moldar as categorias através das quais todos nós entendemos o mundo. Fricker afirma que isso também é verdade para outros grupos marginalizados. 
A injustiça hermenêutica ocorre quando as experiências de uma pessoa não são bem compreendidas porque essas experiências não se enquadram em nenhum conceito conhecido por si mesma (ou por outras pessoas), devido à exclusão histórica de alguns grupos de pessoas de atividades que moldam a linguagem que as pessoas usam para dar sentido às suas experiências.

## Origens
Embora o termo injustiça epistêmica tenha sido cunhado em 1999, Vivian May argumentou que a ativista dos direitos civis Anna Julia Cooper, na década de 1890, antecipou o conceito ao afirmar que às mulheres negras é negado o reconhecimento total e igual como conhecedoras. Gaile Pohlhaus Jr. aponta para o ensaio de 1988 de Gayatri Chakrovorty Spivak, " Can the Subaltern Speak? " (Pode a Subalterna falar?, em português), como outra antecipação. Nesse ensaio, Spivak descreve o que ela chama de violência epistêmica que ocorre quando pessoas subalternas são impedidas de falar por si mesmas sobre seus próprios interesses porque outros afirmam saber quais são esses interesses.

## Facilitação
O ''Cynefin framework'', uma metodologia para auxiliar a tomada de decisão, busca evitar a injustiça epistêmica ao permitir que os indivíduos formem seu próprio entendimento de sua situação. Uma abordagem usada no Cynefin é apresentar narrativas contrastantes que emergem de dados próprios da comunidade. (p145)

## Questões avançadas
Desde Fricker, outras pessoas intelectuais adaptaram o conceito de injustiça epistêmica e/ou expandiram o que o termo inclui. Essas contribuições incluíram nomear e restringir formas de injustiça epistêmica, como: opressão epistêmica, epistemicídio, exploração epistêmica, silenciamento como silenciamento testemunhal e como sufocamento testemunhal, injustiça contributiva, injustiça epistêmica distributiva, e injustiça de confiança epistêmica.
José Medina defendeu um relato de injustiça epistêmica que incorpore mais vozes e preste atenção ao contexto e às relações em jogo.  Elizabeth S. Anderson argumentou que a atenção deve ser dada às causas estruturais e remédios estruturais da injustiça epistêmica.  Uma literatura estreitamente relacionada sobre epistemologias da ignorância também vem se desenvolvendo, o que inclui a identificação de conceitos sobrepostos como ignorância branca   e ignorância hermenêutica intencional . 
A filósofa americana Kristie Dotson alertou que algumas definições podem deixar de fora contribuições importantes para a discussão em curso em torno da injustiça epistêmica.  Gaile Pohlhaus Jr. respondeu que o conceito deve, portanto, ser considerado aberto, e muitas abordagens diferentes devem ser consideradas. 
Em 2017, foi publicado o Routledge Handbook of Epistemic Injustice, compilando capítulos que abordam tanto o trabalho teórico sobre o conceito quanto os esforços para aplicar essa teoria a estudos de caso práticos. O teórico político indiano Rajeev Bhargava usa o termo injustiça epistêmica para descrever como os grupos colonizados foram injustiçados quando os poderes colonizadores substituíram, ou impactaram negativamente, os conceitos e categorias que os grupos colonizados usavam para entender a si mesmos e ao mundo. Da mesma forma, em 2021, o professor Sabelo J. Ndlovu-Gatsheni menciona o termo epistemicídio e o Império Cognitivo para descrever a discriminação de estudiosos e intelectuais do Sul Global pela academia ocidental e na esfera dos estudos decoloniais.
A negação do genocídio tem sido considerada um exemplo de injustiça epistêmica.   

### Filósofos e teóricos selecionados
- Miranda Fricker
- José Medina
- Kristie Dotson
- Gaile Pohlhaus Jr.
- Elizabeth S. Anderson
- David Coady
- Charles Mills
- Boaventura de Sousa Santos
- Sabelo J. Ndlovu-Gatsheni